# Dialecte andalús
|  | Per a altres significats, vegeu «andalús». |

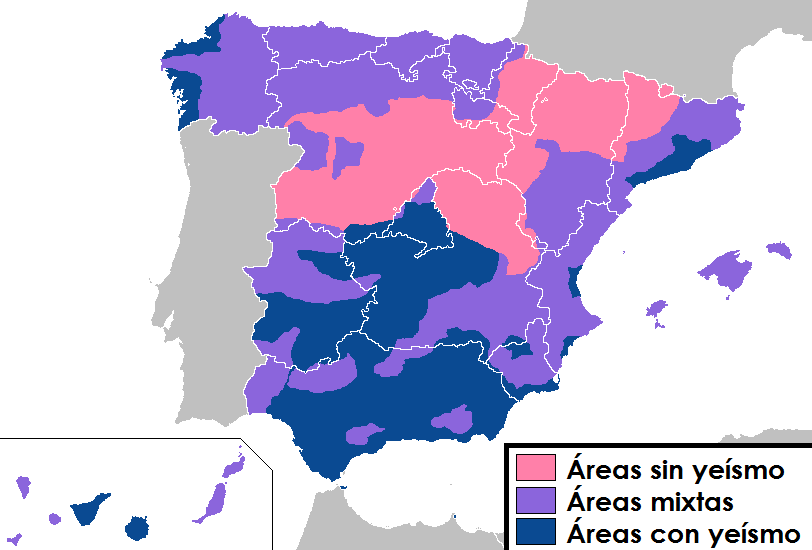
Ieisme a Espanya.

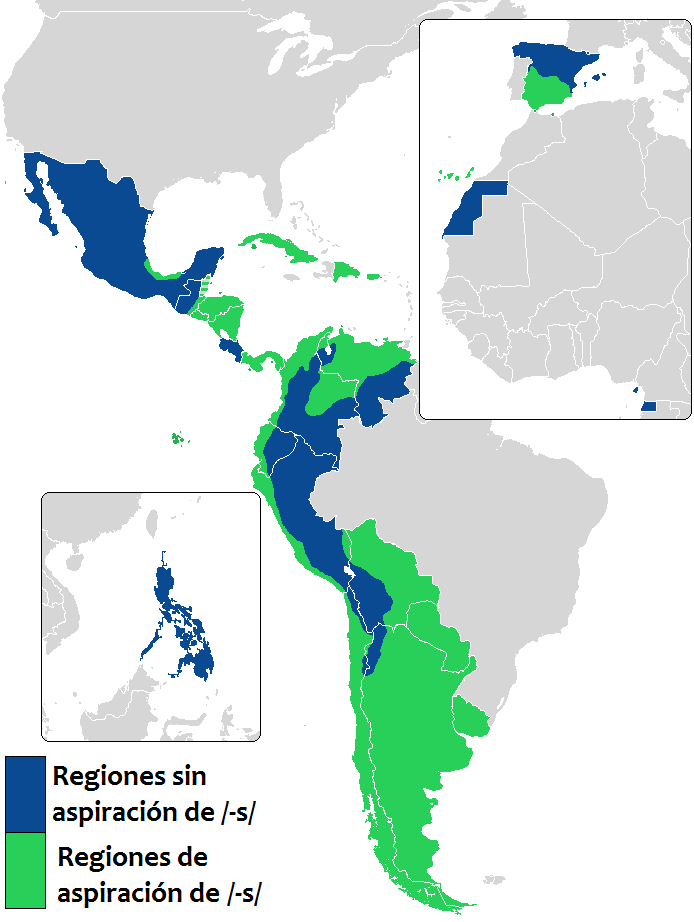
Àrees del domini de l'espanyol que presenten aspiració de /-s/ postvocàlica.

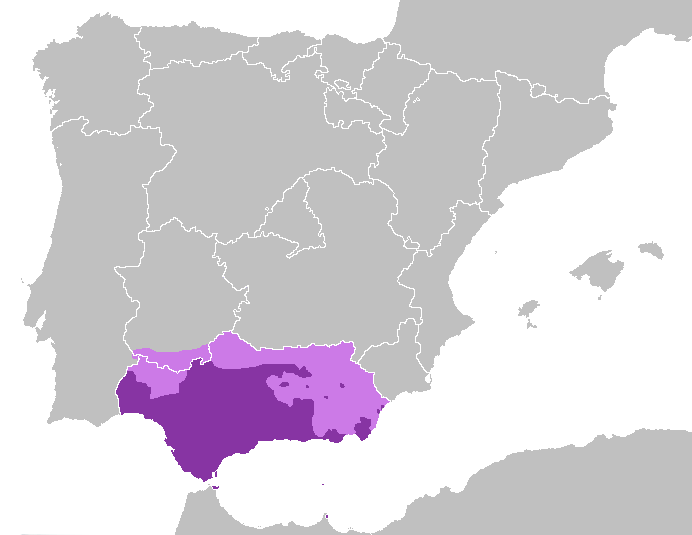
Àrea d'ús de l'andalús i àrea de sibilants especials andaluses

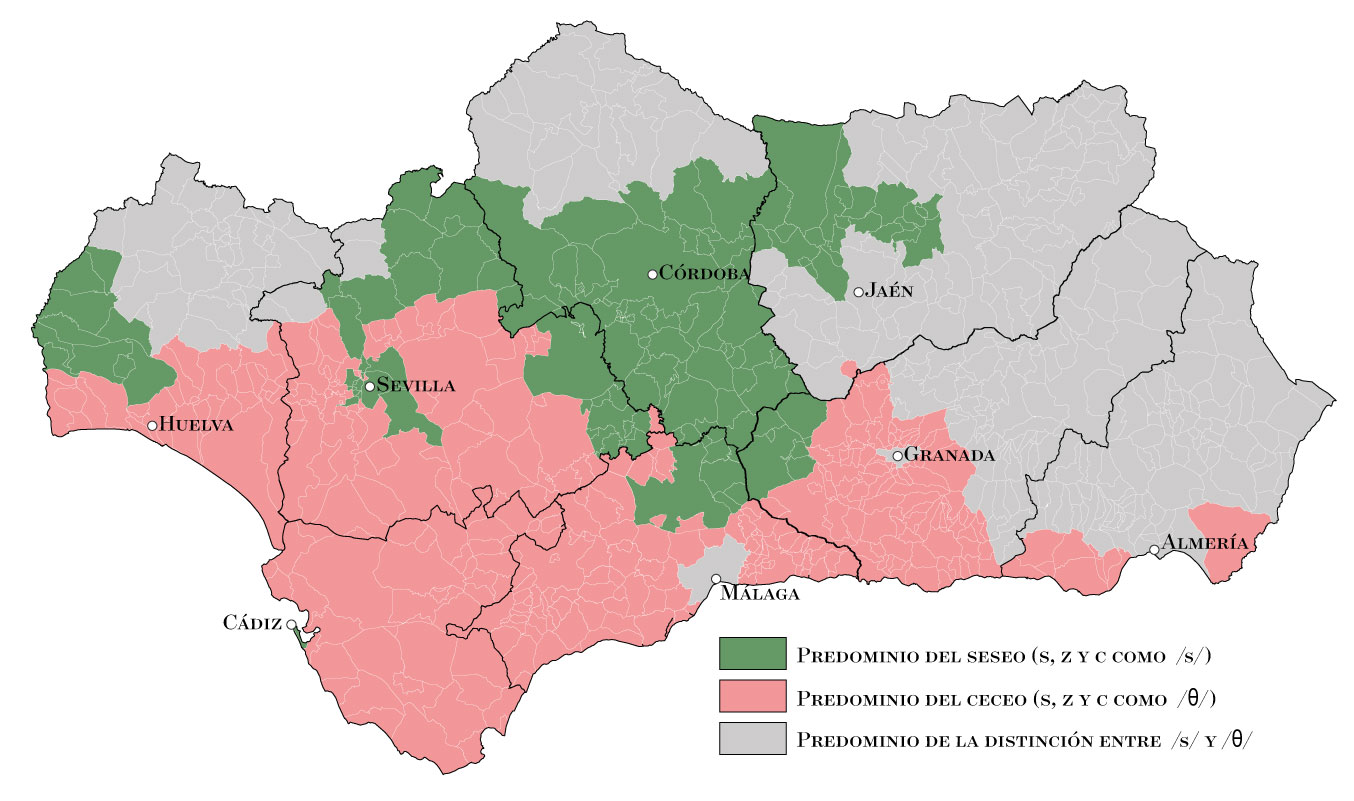
Mapa de distribució de sigmatisme i zetacisme a Andalusia. Noteu que Cadis és una àrea sigmàtica, encara que no aparegui reflectida en el mapa.

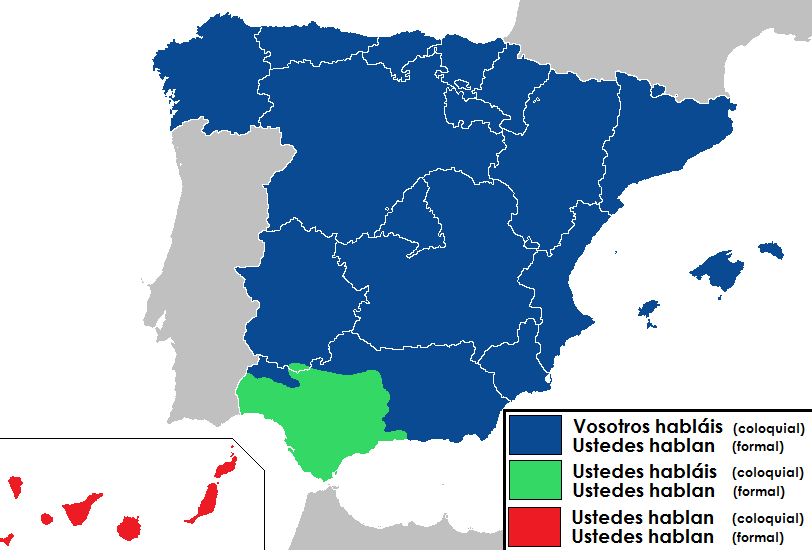

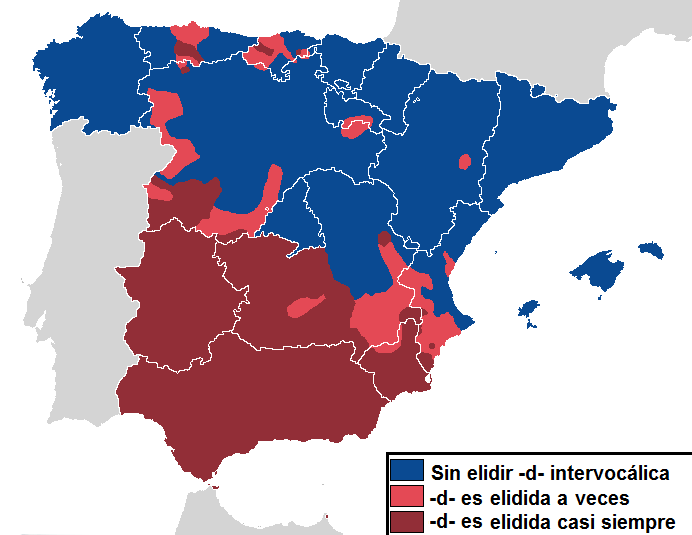

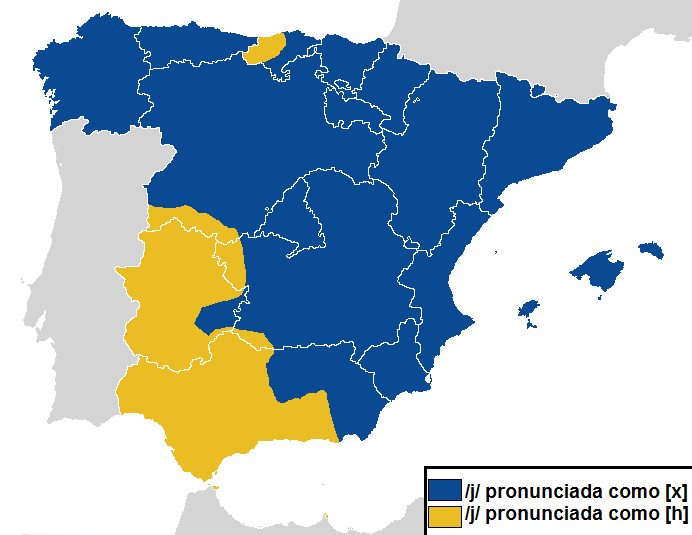

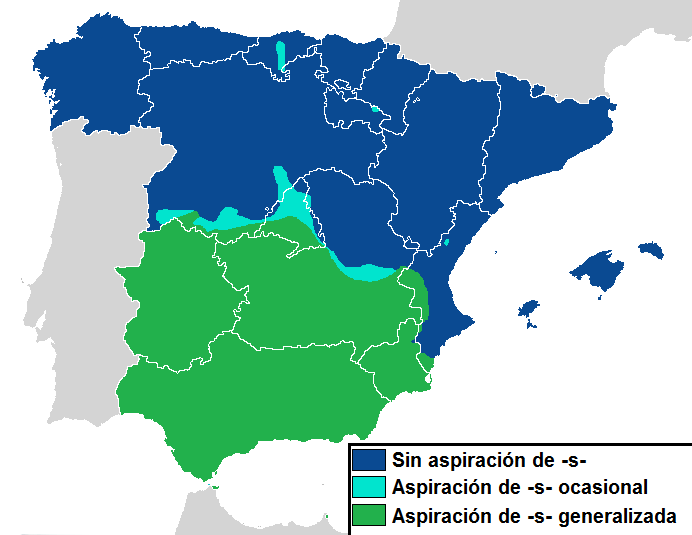

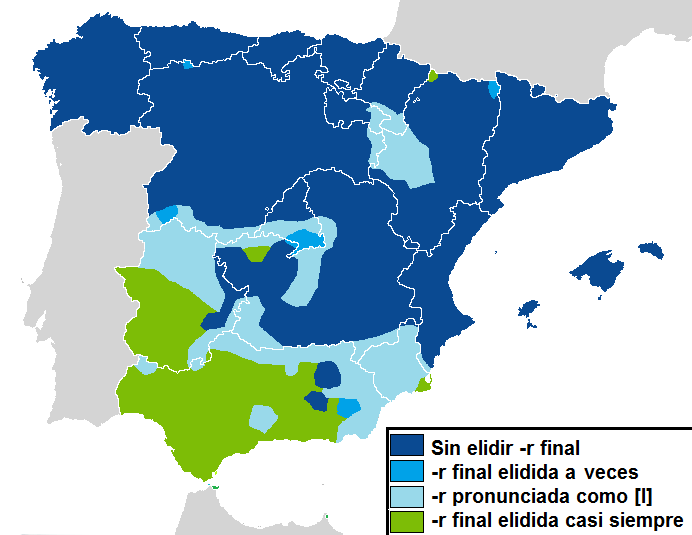

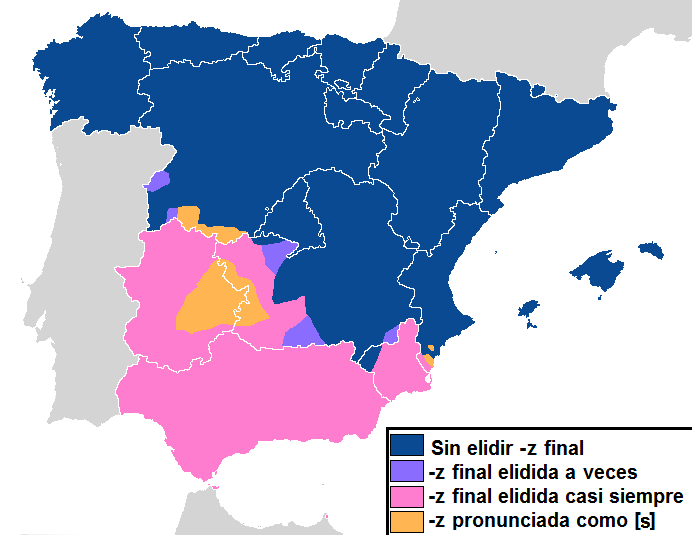

L'andalús és una varietat del castellà que es parla a Andalusia, Ceuta, Melilla i per andalusos emigrats a grans nuclis urbans. També es parla a Gibraltar, i a Portugal sobreviu a l'est de l'Algarve en poblacions limítrofes a la província de Huelva.

## Descripció lingüística

### Notícies històriques
Des d'antic hi ha notícies literàries que apunten l'existència d'una manera particular de parlar el castellà a Andalusia, especialment en quant a lèxic i fonologia. Per exemple, la de Sebastián de Covarrubias en el seu Tesoro de la lengua castellana o española (1611): 
| « | Dialecto, lo que es particular en cada lengua, y propio suyo, por donde distinguimos el Castellano viejo, y nuevo, el Andaluz y los demás, que aunque hablan un mesmo lenguage Castellano, tiene alguna manera de pronunciación, y formación de vocablos, en que nos distinguimos unos de otros, como entre los Griegos, los Átticos, Iónicos, Dóricos i Aeólicos. | » |

### L'andalús com a dialecte del castellà
Des d'un punt de vista diacrònic, l'andalús es considera un dialecte consecutiu del castellà septentrional, conformat al llarg de la història amb elements provinents d'altres varietats dialectals de la península Ibèrica i l'influx de diverses llengües estrangeres. Per altra banda, la relació de l'andalús amb els dialectes extrapeninsulars de l'espanyol és molt més gran que la d'aquests amb la resta del castellà peninsular. El canari, el xilè, el peruà, el del Riu de la Plata o el del Carib, entre d'altres, tenen en comú amb l'andalús alguns trets molt característics, com el ieisme i l'aspiració de /-s/ postvocàlica.
Des d'un punt de vista sincrònic, l'andalús es caracteritza sobretot per l'ús d'al·lòfons de molts fonemes que tenen articulacions lleugerament diferents en els dialectes septentrionals del castellà. És a dir, les diferències són abans de res fonètiques, i més secundàriament fonològiques, morfològiques o sintàctiques. També hi ha un cert nombre de formes lèxiques característiques d'Andalusia, de vegades compartides amb els dialectes americans.

### La diversitat interna de l'andalús i la seva estandardització
L'andalús és un dialecte oral que mai no ha estat mai reconegut oficialment, però del que hi ha nombrosos registres a l'Atles lingüístic i etnogràfic d'Andalusia (ALEA). Aquesta diversitat interna fa que alguns estiguin en contra de la denominació «dialecte andalús» com a ens unificat, i prefereixin referir-se a la realitat lingüística de la regió usant el terme de «les parles andaluses», com per exemple l'autor de l'ALEA, el filòleg Manuel Alvar: «es evidente que el andaluz así, en bloque, no existe como lengua».
No obstant això, entre els segles xix i xx van sorgir diverses propostes de gramàtica de l'andalús, que no van arribar a aprovar-se oficialment. L'última es va elaborar durant la II República espanyola, i va ser presentada a les Corts juntament amb un Estatut d'Autonomia per a Andalusia, però a causa de l'esclat de la Guerra Civil Espanyola no es va arribar a aprovar.
Les primeres aproximacions a una ortografia pròpia de l'andalús es troben en l'obra dels germans dramaturgs Álvarez Quintero (1871-1938, 1873-1944) o dels poetes Antonio Machado (1846-1893) i Juan Ramón Jiménez (1881-1958).
| «                                                  | Tu pare y tu mare disen Que no los dejo dormir; Dentro e la casita tienen La que no me deja a mí. Tengo e jasé un castiyo En la punta e un arfilé, Y ha de tené más firmesa Que ha tenío tu queré | » |
| — Cantes flamencos (1889), Antonio Machado Álvarez | |   |

El 2017, l'escriptor malagueny Juan Porras Blanco (Huan Porrah Blanko) va traduir El Petit Príncep d'Antoine de Saint-Exupéry amb una ortografia idiosincràtica. La seva publicació va generar força controvèrsia perquè molts lectors van considerar que el text estava escrit en el dialecte malagueny i no en l'andalús en si.
El 2018, el col·lectiu Er Prinçipito Andalûh (EPA), format per lingüistes, historiadors i professores andalusos, va proposar unes normes ortogràfiques (Êttandâ pal andalûh) per a les varietats andaluses del castellà. Si bé el seu ús és informal, ha transcendit a la literatura i música locals.

### Fonètica i fonologia
Quant al sistema fonològic pròpiament dit, totes les variants d'Andalusia tenen 17 fonemes consonàntics /B D f G k l m n ñ p ɾ r s t x I/. Algunes àrees es conserven restes de l'antiga /h/, procedent de /f/ llatina, i s'hi pronuncia:
| pronunciació aproximada | pronunciació AFI | pronunciació septentrional |
| ----------------------- | ---------------- | -------------------------- |
| "jarina"                | [haɾína]         | [aɾína]                    |
| "jierro"                | [hjéro]          | [ʝéro]                     |
| "juimos"                | [hwímɔ(h)]       | [fwímos]                   |

Quant a les vocals hi ha canvis més notoris. Així, a Andalusia Oriental ha aparegut un vocalisme amb vuit vocals:
| Anterior    | Central | Posterior |
| ----------- | ------- | --------- |
| Tancada     | i       | u         |
| Semitancada | i.॥॥    | o         |
| Semioberta  | ɛ       | ɔ         |
| Oberta      | æ       | a         |

#### Característiques fonètiques generals
L'andalús (i en part altres varietats peninsulars meridionals) es caracteritza per ser més innovador en la seva pronunciació que els dialectes del nord. Més concretament, en termes articulatoris l'andalús mostra una major tendència a l'afebliment o la reducció de certes consonants, per la qual cosa s'allunya en major mesura de la pronunciació suggerida per l'ortografia estàndard que altres dialectes. Amb el pas dels anys, l'escolarització i la major presència de mitjans de comunicació que usen el dialecte estàndard, moltes de les anteriors característiques tendeixen a tenir una distribució diglòssica i moltes ja són infreqüents en la parla formal, en la qual es presenten amb major freqüència trets típics del castellà estàndard.
Algunes característiques generals molt comunes que caracteritzen les varietats andaluses són les següents:
Absència de contrast entre /s/ i /θ/
Per la qual cosa casa i caza tenen la mateixa pronunciació (que difereix entre les variants amb ceceo i seseo).

#### Pronunciació de la /s/ predorsal o coronal plana
La /s/ predorsal i coronal plana és un fet lingüístic propi d'Andalusia i zones disperses d'Extremadura, enfront de la /s/ apical que domina en la resta de l'Espanya peninsular. El seu ús és majoritari a Andalusia, fins i tot a les zones distingidores de /s/ i /θ/, no sigmàtiques ni zetacistes (vegeu el mapa) i en els contextos conjunturals de parla emfàtica de parlants que habitualment cecegen, es troba un dels dos tipus de l'essa andalusa. No obstant això també es produeix de manera natural la /s/ apical en zones de serra Morena i en l'extrem nord-est. Fora d'aquestes zones minoritàries, l'ús de l'aquest castellana està restringit al parlar dels mitjans de comunicació i a situacions formals de diglòssia. Tanmateix, àdhuc en tals contextos, l'ús de la sibilant predorsal o coronal plana és majoritari.
Aspiració o pèrdua de /s/
El fonema /s/ s'omet quan està situat entre consonants (l'assimilació i pèrdua del fonema /s/ es produeix en situacions extremes). No hi ha una omissió total: en l'andalús hi ha una reduplicació del so consonàntic per assimilació de l'aspiració, pren de vegades la seva zona d'articulació i manté a cops una lleu aspiració anterior a la consonant. Ex: [tohtá] o [to'tá]. Molts parlants andalusos utilitzen les dues realitzacions, i totes les formes comporten l'obertura de les vocals.
Andalusia es divideix en tres bandes: L'occidental, formada per les tres províncies extremes en les quals la consonant sonora no arriba a perdre's i sí que ho fa l'aspiració; l'oriental inclou de Còrdova fins a Almeria i genera consonants sordes de la parella formada per aspiració més consonant sonora; la central, illa formada per la costa del sol i la seva regió muntanyenca que s'endinsa lleument a la zona oriental i occidental i que comparteix característiques d'ambdues.
Existeix una varietat en la realització de les sibilants denominada heheo, que consisteix en l'aspiració de la /s/ inicial o intervocàlica. Aquest fenomen es produeix ocasionalment entre els parlants que cecegen, segons la situació comunicativa i el grau de relaxació en la parla.

#### Aspiració de la /h/ procedent de /f/ llatina
Es conserva l'articulació aspirada de la /h/, que en castellà estàndard és muda. En alguns casos, també s'aspiren altres hacs que no procedeixen d'efa llatina.
A les zones rurals s'ha conservat més que en les urbanes, especialment a Andalusia Occidental. És un tret que també està present a Extremadura (extremeny i castúo), a Canàries, en asturià oriental i en bona part de Cantàbria.
Lenició de /x/ en [h]
Per exemple, a Andalusia Oriental mujer es pronuncia [muˈhɛ] o [muˈhɛ].
Velarització de /n/ final en [ŋ] (amb possible nasalització de vocals)

En les paraules acabades en /n/, aquesta consonant s'afebleix velaritzant-se o desapareix, provocant en tots dos casos la nasalització de la vocal que la precedeix. Així, la paraula pan es pronuncia com a [pãŋ] o [pã].

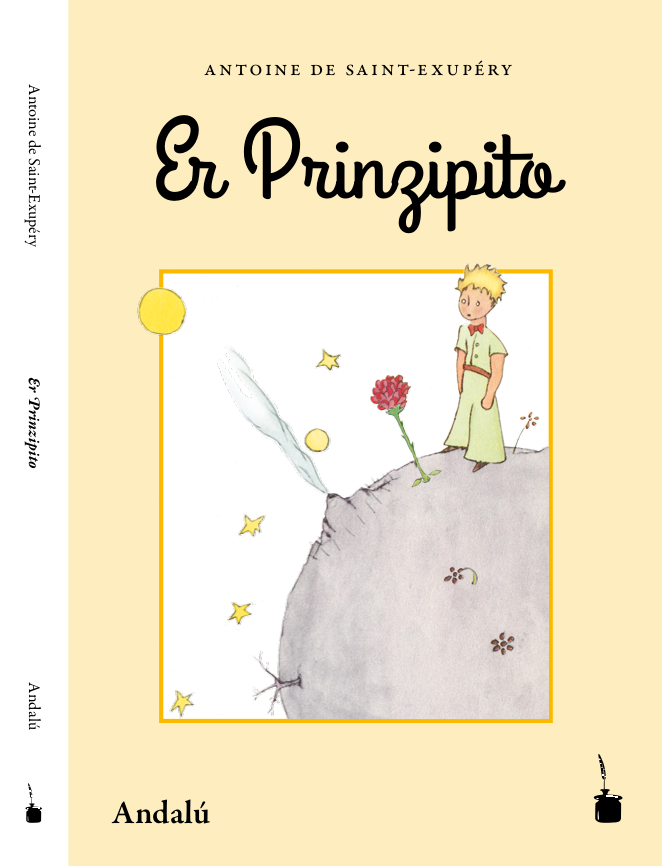
Er Prinzipito, traduït per Huan Porrah.

#### Pèrdua de la /n/ implosiva davant /x/ (no ocorre a la zona oriental)
Se suprimeix la /n/ implosiva davant /x/.
Neutralització de /l/ i /ɾ/ implosives
Davant consonant (exemple: i[ɾ] niño), i en posició final absoluta es pot produir per pèrdua total del so cantar [kan̪tá] o a la zona oriental [kan̪tá] i hospital [opːitá] o a la zona oriental [ɔhpitæ]. En aquest cas, la vocal sol mostrar-se més oberta, especialment a la zona oriental.
El canvi invers, /ɾ/ succeïda de consonant per /l/, és bastant menys comuna. Només s'utilitza aquest recurs quan la /ɾ/ s'anteposa a la /l/. En canvi, aquest fenomen és molt comú en la República Dominicana, Puerto Rico i Cuba. Exemple: cuelpo en comptes de "cuerpo" o saltén en lloc de "sartén". Es produeix també en diverses variants a Extremadura de nord a sud, encara que allí aquesta igualació tingui menor vitalitat.
Síncope de /d/ intervocàlica
Existeix una tendència generalitzada a la pèrdua de la [ð] intervocàlica, la pèrdua de [d] final i puntualment es produeix el cas de pèrdua de /d/ inicial (considerada un vulgarisme en castellà estàndard). Per exemple, comido [komío], cadena [kaéna] o callada [kaʝ̞á].

#### Debilitament de /ʧ/ en [ʃ]
Exemple: muchacho [muʃáʃo]. És un tret discontinu, que apareix a les províncies de Cadis, Sevilla i Màlaga, en els dos terços meridionals de la de Granada i testimonial en el sud d'Almeria. A Huelva, Còrdova i Jaén el seu ús majoritari es limita a algunes poblacions concretes.

#### Ieïsme
Reforçament de les semivocals en els diftongs creixents
La /i/ del diftong /ie/ passa a ser un so semiconsonàntic [j], i l'/u/ dels diftongs /ue/ i /ua/ passa a ser un so semiconsonàntic [w]. Exemple: bueno [wéno].

#### Aspiració de consonants implosives
Les consonants implosives /ɾ, s, θ, x, p, t, k, b, d, g, f/ s'aspiren. Aquesta aspiració modifica la consonant que la segueix geminant-la de manera variable segons les característiques d'aquesta consonant:
- En els segments /ɾn/ i /ɾl/ es produeix l'aspiració de la /r/ implosiva i la geminació de la /n/ o de la /l/ (zona oriental). Exemple: carne [káhne] o [kánne].
- Per efecte de l'aspiració de la /s/, la /p/ i la /k/ es geminen i passen a ser consonants aspirades, no oclusives.
- Per efecte de l'aspiració de la /s/, la /t/ es gemina i esdevé alveolar, no oclusiva. Un fenomen relativament recent és la transformació de la /t/ geminada en entorn aspirant [ht:] en una africada [t͡s].
- Casos especials són les fricatives (f, s, i z), en què la geminació substitueix gairebé completament l'aspiració.
- En lloc de geminar-se, les oclusives sonores es transformen en fricatives.

#### Aspiració de consonants finals isandhi
Les consonants finals s'aspiren de la mateixa manera que les implosives, i engendren els mateixos fenòmens de nasalització de les vocals precedents i de geminació de les consonants posteriors. És molt freqüent que no s'aspiri la /s/ final ni es nasalitzi la /n/ final d'una paraula si la paraula que segueix comença amb vocal. En aquests casos pot produir-se una resil·labització de les dues paraules afectades. Per exemple, mis ojos [mi-só-ho(h)].
De vegades, els parlants andalusos pronuncien de la manera normativa espanyola consonants que habitualment aspiren, per a evitar l'ambigüitat de l'homofonia o a conseqüència de la diglòssia. Així, és habitual que la primera paraula implicada sigui encarregada de marcar el plural, mantenint-se la vocal final de la segona paraula lliure dels efectes de l'aspiració.

#### Nasalització per aspiració
Molts estudis dialectològics han assenyalat la nasalització de l'andalús, tanmateix aquest fenomen no ha estat estudiat específicament. Sovint es produeix la nasalització a conseqüència de l'aspiració, tant en mots isolats com en la unió de paraules.

#### Tendència a l'elisió i a la fusió de paraules
Existeix a Andalusia una major tendència a l'elisió que en altres parts d'Espanya. A més de la desaparició de la preposició de, corrent en tot el domini lingüístic espanyol, és molt freqüent a Andalusia la desaparició de l'e de la preposició en si és precedida per una vocal.

### Morfosintaxi
A diferència d'altres varietats peninsulars, l'andalús presenta una gran conservació en l'ús etimològic dels pronoms àtons le, la i lo, és a dir no hi ha leísmo, laísmo o loísmo en la major part del territori. La influència d'altres dialectes introdueix el leísmo en expressions com ara «le saludé» en lloc de «lo saludé».
En gran part d'Andalusia Occidental i alguns llocs d'Andalusia Oriental s'empra ustedes en lloc de vosotros, amb la particularitat que es produeix una solució mixta, usant ustedes amb formes verbals pròpies de segona persona del plural (vosaltres). Això contrasta amb l'ús a Amèrica Llatina on la forma vosotros i les seves formes associades verbals i pronominals han estat reemplaçades per ustedes.
En el mateix àmbit geogràfic, en les formes verbals pronominals i en la manera imperativa en segona persona del plural s'usa l'infinitiu seguit de -se, on en la resta de la península s'usa l'infinitiu seguit de -os.
L'ús de vostès per a referir-se a la segona persona singular sense distinció de formalitat també té lloc a Canàries i és l'única forma emprada a Hispanoamèrica, encara que en aquestes regions va acompanyat de formes verbals de tercera persona.

### Lèxic
També hi ha particularitats andaluses pel que fa al lèxic i la semàntica.
Hi ha un lèxic andalús específic compost per paraules originades a Andalusia, així com per vocables d'ús característic en ella però d'origen àrab, mossàrab, llatí, romaní, etc. Així mateix el dialecte andalús usa múltiples arcaismes propis del castellà antic. En molts casos, aquest lèxic es comparteix amb alguns dominis dialectals hispanoamericans. Nogensmenys, no tot el lèxic andalús està recollit en el diccionari de la RAE, essent-hi el nombre d'andalusismes presents lleugerament inferior al lèxic argentí, aragonès, castellà, xilè etc. És destacable el Vocabulari Andalús, publicat per Antonio Alcalá Venceslada el 1933.